# 伯頓 (英國國會選區)

伯顿

伯頓（英語：Burton），英國國會一郡選區，位於英格蘭斯塔福德郡東部，包括斯塔福德郡東北部。
本區始創於1885年。多數時期支持保守黨。在2010年大選自1997年起任當區議員、工黨的珍納·迪恩被保守黨的安德魯·格里菲斯以45.2%選票擊敗。